# Vysoká Libyně
Vysoká Libyně (německy Hochlibin) je obec v severní části okresu Plzeň-sever v Plzeňském kraji. Leží pět kilometrů severně od Kralovic. V obci žije 212 obyvatel. Obec je součástí Mikroregionu Kralovicko.

## Geografie
Vysoká Libyně leží na náhorní rovině v nadmořské výšce okolo 560 m a je z větší části obklopena borovými lesy. 

## Historie
Ves je písemně poprvé zmiňována v roce 1180 pod původním názvem Lubyně, když pán na zdejší tvrzi Přemysl de Lubyn společně s Dětlebem z Potvorova a Vitoněm z Kopidla uzavřel smlouvu o prodeji vsi Vlčkov (u dnešních Koryt) plaskému klášteru.
Později se ves dostala do majetku pánů z Gutštejna, kteří před rokem 1376 dali postavit jednolodní kostel sv. Blažeje. Roku 1509 prodali Gutštejnové Libyni spolu s okolními vesnicemi Kolovratům z Krakovce. Během následujících let se ves dostala do držení pánů Vchynských, Mitrovských, pánů z Michalovci a znovu Kolovratů.
Roku 1634 přepadlo Vysokou Libyni vojsko, zbyl po nich vypálený velkostatek a pivovar. Další agresor třicetileté války, švédský generál Hans Christoff Königsmarck, přepadl roku 1648 Libyni a žádal výkupné. Vesničané dali dohromady pouhých 30 tolarů. Po válce zbylo ve vsi patnáct sedláků a čtyři domkáři.
Roku 1659 zdědil Vysokou Libyni Krištof Jaroslav Kolovrat a nechal znovu postavit zámek. Krom toho je v majetku téhož roku uváděn poplužní dvůr, pivovar, sladovna, sýpka, cihelna a ovčín. Německá výchova synů K. J. Kolovrata vedla později k zakořenění německého jazyka ve vsi.
V roce 1680 se někteří sedláci připojili k selskému povstání proti plaskému panství, hrabě Kolovrat však povolal vojsko a rebelii potlačil.
Poslední z Kolovratů prodal statek roku 1700 Karlu Marxu Příchovskému, krajskému hejtmanu v Žatci. Za doby Příchovských ve vsi přibyly barokní sochy sv. Floriána, sv. Vavřince a sv. Jana Nepomuckého. Okolo roku 1730 je prvně zmiňován dnešní název Vysoká Libyně. Roku 1731 prodávají Příchovští Libyni Olivierovi z Wallisu, irskému vojáku ve službách císaře. Po roce 1750 se na panství usazovali němečtí osadníci a Židé.
Ke konci 19. století koupil panství Anton Kreissl a roku 1898 rodina obchodníků Dreherů. V roce 1927 byla ve vsi otevřena mateřská škola. Za druhé světové války Vysokou Libyní procházela hranice mezi Protektorátem a Sudety.

### 21. století
Ves má charakter zemědělského sídla, většina obyvatel ostatně pracuje v zemědělství. Od roku 1904 ve vsi působí sbor dobrovolných hasičů, dále také místní tělovýchovná jednota Sokol s fotbalovým oddílem (založen 1948) a dvěma oddíly stolního tenisu (založeny 1988). V roce 2001 získala obec ocenění Modrá stuha za výrazný společenský život v regionální soutěži Vesnice roku Plzeňského kraje.

## Přírodní poměry
Na severu Libyně sousedí s Podbořánkami a Žďárem, na jihovýchodě s hospodářským dvorem Hubenov a Kralovicemi a na západě s Bílovem. Na sever od vsi začíná přírodní park Jesenicko. Na jihu pramení Kralovický potok, na východě je na Hradeckém potoce rybník U hráze s chatařskou osadou.

## Obyvatelstvo
Při sčítání lidu v roce 1921 zde žilo 378 obyvatel (z toho 169 mužů), z nichž bylo 92 Čechoslováků, 272 Němců, tři Židé a jedenáct cizinců. Kromě sedmi evangelíků, třinácti židů a jednoho člena nezjišťovaných církví byli římskými katolíky. Podle sčítání lidu z roku 1930 měla vesnice 349 obyvatel: 125 Čechoslováků, 219 Němců a pět cizinců. Většina se stále hlásili k římskokatolické církvi, ale žilo zde také 21 členů církve československé, jeden evangelík a čtyři lidé bez vyznání.
| Rok            | 1869 | 1880 | 1890 | 1900 | 1910 | 1921 | 1930 | 1950 | 1961 | 1970 | 1980 | 1991 | 2001 | 2011 | 2021 |
| -------------- | ---- | ---- | ---- | ---- | ---- | ---- | ---- | ---- | ---- | ---- | ---- | ---- | ---- | ---- | ---- |
| Počet obyvatel | 450  | 416  | 373  | 371  | 347  | 378  | 349  | 223  | 213  | 165  | 153  | 214  | 241  | 237  | 205  |
| Počet domů     | 71   | 76   | 73   | 76   | 74   | 72   | 72   | 68   | 56   | 53   | 46   | 55   | 58   | 55   | 60   |

## Obecní správa
Mezi lety 1850–1975 Vysoká Libyně byla obcí v okrese Podbořany (1869–1930), posléze v okrese Plasy (1950) a později v okrese Plzeň-sever. Od 1. ledna 1976 do 30. června 1985 patřila jako část obce k Bílovu. Od 1. července 1985 do 31. prosince 1992 patřila jako část města ke Kralovicím a od 1. ledna 1993 je opět samostatnou obcí.

### Obecní symboly
Znak a vlajka byly obci uděleny rozhodnutím předsedy Poslanecké sněmovny Parlamentu České republiky dne 6. ledna 2021.

## Pamětihodnosti
Nejvýznamnější památkou je farní kostel svatého Blažeje raně feudálního původu z roku 1360 stojící na návsi. Jednolodní gotický kostel s gotickým portálem k jihu má věž s mansardovou jehlancovou střechou na západní straně a pětiboký uzavřený presbytář. V interiérech dochovány fresky.
V rozích a středu návsi stojí tři barokní sochy na vysokých hranolových podstavcích z počátku 18. století:
- socha svatého Jana Nepomuckého – postava světce s biretem na hlavě s křížem v náručí a tváří hledící k nebi. Na podstavci dvě znakové kartuše.
- socha svatého Vavřince – esovitě prohnutá podstava světce v jáhenském rouchu, s pravou rukou na prsou. Datováno 1723.
- socha svatého Floriána – drobná esovitě prohnutá podstava světce v oděvu římského vojína s přilbou na hlavě držícího korouhev a džber vody, u nohou má hořící dům. Na podstavci pamětní nápis Divo Floriane Ora Pro Nobis Et Protege Nos Ab Omni Pericvlo Ignis, datováno 1717.

Památkově cenná je i budova bývalé fary s klasicistní fasádou z počátku 19. století. Jednopatrová obdélná budova zámku, která stála v blízkosti kostela, byla zbořena roku 1988. Historii připomíná také kamenný křížek postavený manželi Voitovými na památku svého syna, který padl roku 1866 u Hradce Králové. Nedaleko vsi je v polích i malá zvonička. U vchodu na hřbitov rostou dvě stoosmdesátileté lípy.